# بز قوتش العليا (كاهشنغ)
بز قوتش العليا (بالفارسية: بزقوچ علیا) هي مستوطنة تقع في إيران في قسم كاهشنغ الريفي. يقدر عدد سكانها بـ 74 نسمة .